# Mary Tamm
Mary Tamm (Bradford, 22 marzo 1950 – Londra, 26 luglio 2012) è stata un'attrice britannica.

## Biografia
Studiò al RADA dal 1969 al 1971, divenendo in seguito membro onorario.
Il suo ruolo più noto è quello di Romana, un Signore del Tempo, compagna del Quarto Dottore, nella serie classica della saga Doctor Who, che interpretò durante la sedicesima stagione dal 1978 al 1979, in seguito sostituita nella parte da Lalla Ward. 
Si sposò nel 1978 con Marcus Ringrose, un agente assicurativo, da cui ebbe una figlia, Lauren, nata nel 1979 e un nipote di nome Max. 
Nel 2009 viene pubblicata la prima parte della sua autobiografia, intitolata First Generation. Dopo la sua morte, dovuta al cancro, nel 2014 uscì la seconda parte intitolata Second Generation. Il marito morì poche ore dopo il suo funerale.

## Filmografia
- Hunter's Walk (1973)
- The Donati Conspiracy (1973)
- Delirious - Il baratro della follia (1973)
- A Raging Calm (1974)
- The Inheritors (1974)
- Dossier Odessa (1974)
- Warship (1974)
- Investigatore offresi (Public Eye) (1975)
- The Girls of Slender Means (1975)
- Whodunnit? (1975)
- The Likely Lads (1976)
- Il ritorno di Simon Templar (1978)
- Rampage (1978)
- Doctor Who (1978-1979)
- The Assassination Run (1980)
- The Treachery Game (1981)
- Only When I Laugh (1981)
- Not the Nine O'Clock News (1982)
- Jane Eyre (1983)
- Bergerac (1984)
- The Hello Goodbye Man (1984)
- Worlds Beyond (1986)
- La banda del fuoco (1987)
- Agatha Christie's Poirot (1989)
- Casualty (1989)
- Perfect Scoundrels (1991)
- Pressing Engagement (1992)
- Brookside (1993)
- Privateer 2: The Darkening (1996)
- Robin Hood (1997)
- Crime Traveller (1997)
- Heartbeat (1997)
- Loved by You (1998)
- CI5: The New Professionals (1999)
- Sorted (2000)
- Headless (2000)
- Melody's Her 2nd Name (2000)
- Metropolitan Police (1991-2001)
- Amazons and Gladiators (2001)
- Jonathan Creek (2001)
- Paradise Heights (2002)
- Coronation Street (1973-2002)
- Twisted Tales (2005)
- Rose and Maloney (2005)
- Holby City (2006)
- Doctor Who: The Companion Chronicles (2007)
- A Class Apart (2007)
- Diamond Geezer (2007)
- Doctors (2000-2007)
- Wire in the Blood (2008)
- Doghouse (2009)
- EastEnders (2009)